# Étoile (serie televisiva)
Étoile (Étoile) è una serie televisiva statunitense creata da Amy Sherman-Palladino e Daniel Palladino per Amazon Studios e distribuita il 24 aprile 2025 su Prime Video.
Sebbene fossero state ordinate due stagioni prima della première della serie, questa è stata cancellata dopo la prima stagione, nel giugno 2025.

## Trama
Nel tentativo di salvare le loro istituzioni, due compagnie di balletto di fama mondiale, una di New York e una di Parigi, si scambiano le loro stelle più talentuose, i loro danseur/danseuse étoile, il grado più alto che un ballerino può raggiungere presso il Balletto dell'Opéra di Parigi.

## Episodi
| Stagioni       | Episodi | Pubblicazione USA | Pubblicazione Italia |
| -------------- | ------- | ----------------- | -------------------- |
| Prima stagione | 8       | 2025              | 2025                 |

## Personaggi e interpreti

### Personaggi principali
- Jack McMillan, interpretato da Luke Kirby, doppiato da Francesco Pezzulli.
Direttore artistico del New York Metropolitan Ballet, ex bambino prodigio della danza classica e pronipote della defunta prima ballerina Dorothy Fish.[4]
- Geneviève Lavigne, interpretata da Charlotte Gainsbourg, doppiata da Chiara Colizzi.
Direttrice artistica ad interim de Le Ballet National di Parigi.[4]
- Cheyenne Toussant, interpretata da Lou de Laâge, doppiata da Roisin Nicosia.
Prima ballerina francese trasferita a New York, fervente attivista ambientale con un atteggiamento intenso.[4]
- Tobias Bell, interpretato da Gideon Glick, doppiato da Federico Campaiola.
Ballerino e coreografo americano socialmente inetto trasferito a Parigi. Ha problemi difficili da comprendere per gli altri e va in crisi se uno spettacolo non va come previsto. Indossa sempre cuffie con musica death metal ad alto volume.[4]
- Gael Rodriguez, interpretato da David Alvarez, doppiato da Andrea Mete.
Partner di danza di Cheyenne ed ex membro del corpo di ballo, richiamato al Metropolitan Ballet su sua richiesta. Ha attriti con Jack per aver sabotato il matrimonio della sorella.[4]
- Gabin Roux, interpretato da Ivan du Pontavice, doppiato da Lorenzo Briganti.
Ballerino francese de Le Ballet National che esegue la coreografia di Tobias, noto per la sua tendenza a creare conflitti.[4]
  - La controfigura per le scene di danza è Arcadian Broad.[5]
- Mishi Duplessis, interpretata da Taïs Vinolo, doppiata da Veronica Benassi.
Ballerina francese che danzava in America e viene rimandata a Parigi. Avrebbe preferito restare a New York dopo essere stata scartata da Lavigne e per evitare i genitori.[4]
- Nicholas Leutwylek, interpretato da David Haig, doppiato da Marco Mete.
Ex ballerino di vecchio stampo, turbato dall’ascesa della tecnologia e dei social. Vorrebbe ritirarsi per motivi di salute e per il calo di interesse verso la danza, ma Jack lo convince a continuare ad allenare i giovani.[4]
- SuSu Li, interpretata da LaMay Zhang.
Giovane aspirante ballerina sino-americana, figlia della donna delle pulizie del Metropolitan. Non potendosi permettere le lezioni, si allena guardando le registrazioni delle prove in sala dopo l’orario.[4]
- Crispin Shamblee, interpretato da Simon Callow, doppiato da Mino Caprio.
Ricco magnate britannico del petrolio, benefattore di entrambe le compagnie di danza. Appassionato di balletto, assiste spesso alle prove e si scontra con Cheyenne per il suo attivismo. Jack, però, ha altri motivi per odiarlo.[4]

### Personaggi secondari
- Raphaël Marchand, interpretato da Yanic Truesdale, doppiato da Gianfranco Miranda.
Istruttore di danza presso Le Ballet National che lavora direttamente sotto la direzione di Lavigne.[6]
- Bruna Toussaint, interpretata da Marie Berto.
Madre di Cheyenne, ospita Mishi a Parigi mentre lei evita i propri genitori.
- Julie, interpretata da Unity Phelan.
Stella del Metropolitan Ballet ferita durante un'esibizione condivisa sui social media; Cheyenne prende il suo posto.
- Fei, interpretata da Christine Chang.
Madre di Susu, donna delle pulizie notturna del Metropolitan. Porta la figlia al lavoro e registra le prove per aiutarla ad allenarsi. Teme di perdere il lavoro dopo che Jack scopre tutto, ma cambia idea quando Cheyenne prende le difese di Susu.
- Tasha Schaeffer, interpretata da Joy Womack.
Ballerina russa de Le Ballet National.
- Eva Cullman, interpretata da Tiler Peck.
Ballerina del Metropolitan Ballet, seguita da una terapeuta dopo un blocco improvviso durante una performance de Il lago dei cigni.
- Clea Duplessis, interpretata da Isabelle Candelier.
Ministra della Cultura francese e madre di Mishi.
- Florent Duplessis, interpretato da Yannig Samot.
Padre di Mishi.
- Matthieu Rivière, interpretato da Allister Madin.
Talentuoso ballerino francese de Le Ballet National, in costante rivalità con Gabin.
- John Fish, interpretato da Patrick Page.
Zio di Jack.
- Clara McMillan, interpretata da Kelly Bishop.
Madre di Jack.
- Melanie McMillan, interpretata da Nina Arianda.
Sorella di Jack, direttrice d’orchestra.[5]
- Tristan Magan, interpretato da Tristan Ridel.
Ballerino francese de Le Ballet National, assegnato come partner di danza di Mishi. È uno dei pochi veri amici di Mishi, mentre il resto del corpo di ballo la osteggia.
- Larry O'Connell, interpretato da Robbie Fairchild.
Primo ballerino del Metropolitan Ballet inizialmente assegnato come partner di Cheyenne, che però lo rifiuta.
- Alain Michel, interpretato da Axel Gallois.
Coreografo de Le Ballet National.

## Produzione
Nell'ottobre 2022, Amy Sherman-Palladino e Daniel Palladino hanno indetto un casting aperto per uno spettacolo di balletto senza titolo, seguito della loro commedia La fantastica signora Maisel. Il duo aveva già esplorato il tema del balletto con la serie Bunheads, e la serie Gilmore Girls includeva un'insegnante di danza classica tra i personaggi secondari.
Il 26 aprile 2023, è stato riferito che la nuova serie, Étoile, aveva ricevuto un ordine di due stagioni da Amazon Prime Video, e che avrebbe visto protagonisti Luke Kirby e Gideon Glick (che avevano entrambi lavorato con Sherman-Palladino e Palladino in La fantastica signora Maisel), così come Camille Cottin, Simon Callow, Lou de Laâge e David Alvarez. Charlotte Gainsbourg ha poi sostituito Cottin, che si era ritirata a causa di conflitti di programmazione.
Il 26 novembre 2024, è stato riportato che David Haig era stato aggiunto al cast come personaggio fisso. Il 5 dicembre 2024, è stato riportato che Ivan du Pontavice e Taïs Vinolo erano stati aggiunti al cast. Yanic Truesdale e Kelly Bishop, che avevano entrambi lavorato con Sherman-Palladino in Una mamma per amica, avrebbero avuto ruoli ricorrenti.
Étoile è prodotta esecutivamente da Amy Sherman-Palladino, Daniel Palladino e Dhana Rivera Gilbert, con Scott Ellis come co-produttore esecutivo. La serie è parzialmente ispirata ai documentari sul balletto di Frederick Wiseman come La Danse. È stata girata a New York e Parigi.
Sebbene fossero state ordinate due stagioni prima della première della serie, questa è stata cancellata dopo la prima stagione, nel giugno 2025.

## Distribuzione
Il trailer ufficiale è stato diffuso il 26 marzo 2025. Tutti gli otto episodi della prima stagione sono stati distribuiti su Prime Video il 24 aprile 2025.

### Edizione italiana
La direzione del doppiaggio è a cura di Claudia Razzi, su dialoghi di Emiliana Luini e Ludovica Doni, per conto di CDC Sefit Group.

## Accoglienza
Sul sito web aggregatore di recensioni Rotten Tomatoes, Étoile ha un indice di gradimento dell'85% basato su 41 recensioni, con un consenso dei critici di: "Un'ode affettuosa alla bellezza del balletto e alle difficili personalità dietro di esso, Étoile non è così agile a livello tonale come le precedenti serie Sherman-Palladino, ma racchiude molto dello stesso fascino." Metacritic, che utilizza una media ponderata, ha dato alla serie un punteggio di 69 su 100, basato su 19 critici, indicando recensioni "generalmente favorevoli".

## Riconoscimenti
- 2025 – Critics Choice Celebration of LGBTQ+ Cinema & Television[18]
  - Migliore interpretazione da non protagonista LGBTQ+ in una serie commedia a Gideon Glick